# Kołnierzyk

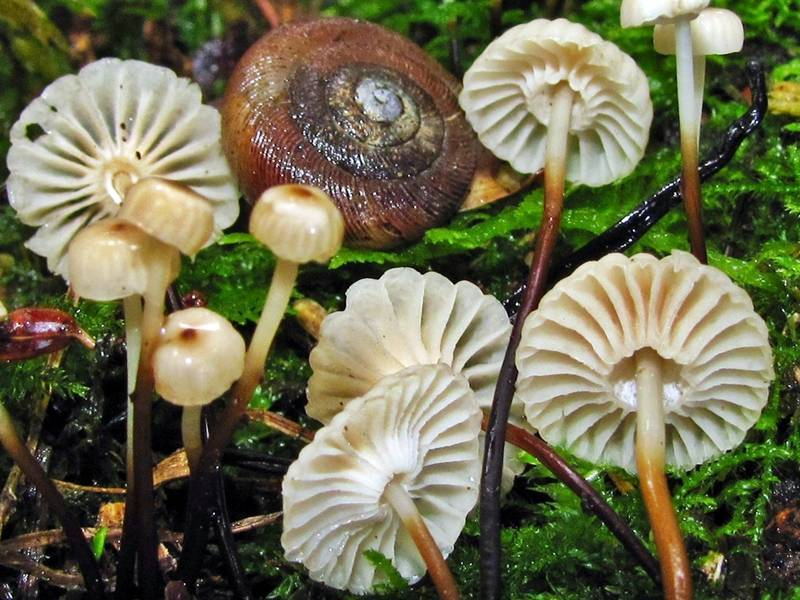
Kołnierzyki pod kapeluszem u twardzioszka obrożowego

Kołnierzyk lub pierścień – struktura powstająca na komórce konidiotwórczej podczas wytwarzania zarodników konidialnych (konidiogenezy). Struktury te powstają na annelidach – komórkach konidiotwórczych mogących poprzez pączkowanie wytwarzać konidia wielokrotnie. Po wytworzeniu każdego konidium następuje proliferacja, czyli odtworzenie jej ściany komórkowej i zdolności do wytwarzania składników niezbędnych do budowy sukcesywnie na niej powstających nowych konidiów. Po każdym kolejnym zarodniku na zewnętrznej ścianie komórkowej annelidy pozostaje kołnierzyk (pierścień), a annelida wydłuża się. Kołnierzyków tych jest tyle, ile konidiów wytworzyła annelida. Występowanie kołnierzyków odgrywa rolę przy mikroskopowym oznaczaniu niektórych gatunków grzybów.
Kołnierzykiem lub koronką nazywa się również pierścień, który u niektórych gatunków grzybów kapeluszowych łączy blaszki przy trzonie, wskutek czego nie dochodzą one do trzonu. Taki kołnierzyk występuje np. u twardzioszka obrożowego (Marasmius rotula).